# Demons of Guillotine
«Demons of Guillotine» — российская блэк-метал-группа, основанная в Москве, в 1997 году. Группа была основана гитаристом Proteus`ом и бас-гитаристом Pan`ом. Спустя некоторое время к ним присоединился барабанщик Krock, а потом и вокалист Zodiak.

## История

### Начало (1997—2001)
Своё начало группа берёт в 1997 году, когда гитарист Proteus и бас-гитарист Pan покинули группу MOR и решили основать свой коллектив. Позже к ним присоединился покинувший T.H.R.O.N. барабанщик Krock. Впоследствии Proteus вспоминает: 
Несколько лет назад я (гитарист) и басист Pan играли в небезызвестной группе Мор. В 1997 году Мор благополучно распались. И на её развалинах мы решили сколотить новую команду, которую назвали Demons Of Guillotine, чуть позднее ставшую называться просто Демоны Гильотины. В первом составе помимо нас с Паном играл барабанщик группы Извне, но потом его место занял Крок, сваливший к нам из Thron. В таком вот виде мы и выступали очень долго, и как впоследствии оказалось это было лучшее и самое продуктивное время для группы..
Группа выпускает короткометражную демозапись «Сын Зари» и приступает к работе над полноформатной пластинкой.
В следующем году группа играет на разогреве перед российскими концертами Cradle Of Filth, Impaled Nazarene и Children Of Bodom.
В январе 1999 года в группу приходит Zodiak (в то время Скальд), оставивший группу Orthank, игравшей, по выражению Zodiak`а, «какой-то интересный спид-трэш, скоростной и мелодичный», и даже выпустившей в 1997 году на кассетах альбом «Till The Victory». Zodiak берет себе псевдоним Blackie Spears «Бензопила».

Первый студийный альбом под названием «Sweet Rosemary» был выпущен в сентябре 2000 года на кассетах, а в 2001 на лейбле Irond Records в формате CD. Альбом являлся творческим экспериментом, был выпущен под названием The Demons и содержал в себе элементы глэм-рока. Презентация альбома прошла 7 октября 2000 года в культовом Р-Клубе. На песню «Вечное Рабство» с этого альбома был снят клип. В одном из интервью Zodiak смену названия прокомментировал следующим образом: 
Можно сказать, что это - разные группы. The Demons - это эксперимент, там мы искали себя в новом звуке, но, оказывается, нашли себя раньше, с самого начала Демонов Гильотины!.
После выпуска этого альбома группу покидает басист Pan, на смену ему приходит Dersu Uzala (Александр Тимонин, Catharsis).

### Beastiary (2004—2008)
В 2004 году на лейбле Art Music Group был выпущен второй студийник, «Beastiary». Презентация состоялась 24 октября в московском клубе "Апельсин".
После выхода второго альбома состав группы претерпел множество изменений.
Сперва, по личным причинам, группу покинул барабанщик Krock. Ему удалось найти замену в лице Alcothron. Затем постепенно Proteus утратил интерес к группе и все больше хотел сосредоточиться на своем новом проекте, поп-рок-группе Новая Модель. В результате он принял решение покинуть коллектив и найти себе замену. Что и произошло в 2005 году. На смену Proteus`у приходит новый гитарист Lord Ash (ex-Despair, Tilaris)
Группа продолжает активную концертную деятельность и начинает готовить новый материал. Однако, он так и не был записан.
Сложности музыкальной и бытовой жизни приводят к порядочному упадку коллектива, интерес к работе постепенно падает.
В 2007 году Lord Ash покидает группу, перейдя в группу Moray Eel. Далее начинается длительная чехарда в составе и усиливается творческий кризис коллектива.

### Время Серпа (2008—2010)
2008 год ознаменовался для Demons of Guillotine новой сменой состава.
В связи с рождением ребенка и другими семейно-бытовыми сложностями уходит басист Pulse. Так же покинул коллектив и Alcothron.
Однако, Демоны Гильотины не умирают — вакансии занимают два новых музыканта — гитарист Enoth (Tacit Fury) и бас-гитарист Incubus (Abracsas), а за ударной установкой снова Krock. В этом составе группа начала усиленно репетировать, готовить новый материал.
Результатом усиленной работы группы стал блэк-метал концерт, прошедший 11 октября 2008 года в московском клубе ХО, на котором группа представила несколько композиций из новой концертной программы.
2010 год начался для группы с перемен. На место Enoth`а пришел гитарист Lord Ash, ранее игравший в группе в период с 2005 по 2007 год.
В обновленном составе (Zodiak, Lord Ash, Incubus, Krock) в июне 2010 года группа записала новый сингл «Демоны Гильотины», что стало большим шагом в сторону нового альбома.
Сентябрь 2010 года ознаменовался сменой состава. Группу покинул барабанщик Krock. Место за установкой занял Shambler (Exortum, Abracsas, ex- Entente, Kenaz, Серый Предел).
В начале 2011 года было объявлено о завершении работ над новым альбомом, получившем название Время серпа, и поиске лейбла для его издания. Альбом был издан на лейбле Musica Production, презентация прошла 13 мая 2011 года в московском клубе «КАСТА». Музыка и звук на данном альбоме имеют более выраженную melodic death metal направленность, кое-где слышны и отголоски thrash metal, но при всём этом группа сохранила свой фирменный исполнительский стиль. Альбом получил высокие оценки на различных метал-порталах и рок-изданиях.

### Законы Плоти (2012—2015)
2012 год стартовал очередной сменой состава. Lord Ash и Shambler покидают ряды Демонов. В качестве гитариста ненадолго возвращается Enoth и за вторую гитару встает Zmiy, игравший ранее вместе с Incubus`ом в Abracsas. Место за ударной установкой занимает Nirguna (Scream In Darkness).
Следующие изменения состава произошли в первой половине 2013 года. Enoth и Zmiy покидают группу, им на замену приходят гитаристы Voland (НЕЧИСТЬ) и Alex (Reborn in Chaos).
Этим составом (Zodiak - вокал, Voland - гитара, Alex - гитара, Incubus - бас-гитара, Nirguna - ударные) в конце 2013 года на студии AVReach был записан EP «Законы Плоти», включающий в себя две новых песни — «День Мёртвых», «Законы Плоти», а также кавер-версию песни «Майская ночь» на московских блэк-металлистов из 90х — группы T.H.R.O.N. Релиз вышел на лейбле B&PMusic и был презентован 26 января 2014 года в московском клубе "Rock House".
Через некоторое время Voland и Alex уходят из Демонов, чтобы более плотно заняться своими собственными проектами. В группу снова вернулся Zmiy и пришел новый гитарист - Dumas (экс-Discors).

### Возвращение Proteus`а (2016—2018)
В 2016 году группа претерпевает смену состава. Взамен ушедшим гитаристам (Zmiy и Dumas) и басисту (Incubus) в группу вернулся её отец-основатель, гитарист Proteus. На временной основе к Демонам присоединяются гитарист Alex и Voland, заменивший Incubus`а на бас-гитаре. Позже за бас-гитару взялся Antoni Gutslasher, известный по работе с такими рок и металл коллективами как Formaline, Non Immemor Mei, Mафия и Монгол Шуудан, и снова вернулся Zmiy. С новыми силами, Demons of Guillotine, продолжили выступать и работать над новым материалом.

### Солнечный Яд (2019—н.в.)
Осенью 2019 года снова происходят кадровые изменения. По личным обстоятельствам группу покидают Proteus и Antoni Gutslasher. В группу возвращается Incubus и Dumas.
В 2020 году DofG выходят в полуфинал Wacken Metal Battle Russia, но из-за COVID-19 сначала отменяется Российский Metal Battle, а потом и сам WACKEN. Параллельно со всем этим идет работа над новой концертной программой.
Начало 2021 года Демоны встретили очередной потерей. По семейным обстоятельствам группу покидает гитарист Zmiy. Но работа над новой программой, которая постепенно переросла в новый альбом, продолжилась.
Пожалуй, 2022 год выдался самым продуктивным для Demons of Guillotine за последние 10 лет существования. К весне была завершена работа над новым альбомом. Помимо песен, написанных за 2021-2022 год в него вошли композиции, написанные ранее бывшими уже участниками группы. В июне-июле музыканты направились сразу на три студии. На студии NavahoHut под руководством Аркадия Navaho, с которым группа уже ранее сотрудничала при записи альбомов "Beastiary" (2004), "Время Серпа" (2011) и сингла "Демоны Гильотины" (2010), были записаны барабаны. Вокал был записан на студии AVReach, гитары и бас были записаны на студии бывшего гитариста Enoth`a - Enoth Recording. Сведение и мастеринг альбома так же легли на плечи Enoth`а.
6 августа 2022 года в преддверии нового альбома был выпущен интернет-сингл "Ближе к югу ночь чернее", а в октябре, за неделю до выхода альбома состоялся релиз клипа снятого на эту песню.
Наконец, 21 октября 2022 года в московском клубе "ГОРОД" состоялась презентация альбома, получившего название "Солнечный Яд". Этот концерт стал первым в рамках тура по городам России, посвященного 25-летию группы и выходу нового альбома.

## Дискография
Студийные альбомы
| №  | Название         | Лейбл             | Год                    |
| -- | ---------------- | ----------------- | ---------------------- |
| 1. | "Sweet Rosemary" | Irond Records     | 2001, как "The Demons" |
| 2. | "Beastiary"      | Art Music Group   | 2004                   |
| 3. | "Время серпа"    | Musica Productoin | 2011                   |
| 4. | "Солнечный яд"   | B&P Music         | 2022                   |

Прочие релизы
| №  | Название                 | Лейбл     | Год                  |
| -- | ------------------------ | --------- | -------------------- |
| 1. | "Сын зари"               |           | 1997, демо           |
| 2. | "Демоны гильотины"       | B&P Music | 2010, сингл          |
| 3. | "Законы плоти"           | B&P Music | 2014, мини-альбом    |
| 4. | "Ближе к югу ночь чернее | B&P Music | 2022, интернет-сингл |

## Состав
Действующий
| Состав  |                       | Годы                   | Другие проекты                                |
| ------- | --------------------- | ---------------------- | --------------------------------------------- |
| Zodiak  | вокал                 | с 1999 года            | Ugly Deadman, Crimson Stripes, экс-Orthanc    |
| Dumas   | гитара                | 2014-2016, с 2020 года | экс-Discors, Abracsas, Warder, Belief         |
| Incubus | бас-гитара, бэк-вокал | 2008-2016, с 2019 года | экс-Abracsas, Tacit Fury, SoulScream, НЕЧИСТЬ |

Бывшие участники
| Proteus           | вокал, гитара, основатель | 1997-2005, 2016-2019            | экс-MOR, Ugly Deadman, Crimson Stripes                                                                               |
| Pan               | бас-гитара, основатель    | 1997—2000                       | экс-MOR |
| Krock             | ударные                   | 1998—2004, 2008-2010            | экс-T.H.R.O.N., Sinful, Новая Модель, Der Steinkopf, Zuname, Пурген                                                  |
| Александр Дронов  | клавишные                 | 1999—2002                       | Манго-Манго, экс-Земляне, экс-End Zone, экс-Валькирия                                                                |
| Dersu Uzala       | бас-гитара                | 2000—2003                       | Catharsis, экс-Satarial                                                                                              |
| Pulse             | бас-гитара                | 2003—2008                       | экс-ЧугунHead |
| Lord Ash          | гитара                    | 2005—2007, 2010-2012            | Рогатые трупоеды, экс-Moray Eel, Despair, Tilaris                                                                    |
| Alchothron        | ударные                   | 2005—2008                       | Merlin |
| Enoth             | гитара                    | 2008—2010, 2012-2013            | Tacit Fury, экс-Abracsas, Новая Модель                                                                               |
| Shambler          | ударные                   | 2010—2012                       | Рогатые трупоеды, экс-Exortum, Abracsas, Kenaz, Серый Предел                                                         |
| Freya             | клавишные                 | 2010-2011                       | экс-Blackthorn |
| Zmiy              | гитара                    | 2012-2013, 2014-2016, 2018-2021 | экс-Abracsas |
| Voland            | гитара                    | 2013—2014, 2016                 | НЕЧИСТЬ |
| Alex              | гитара                    | 2013—2014, 2016                 | НЕЧИСТЬ, Reborn in Chaos                                                                                             |
| Antoni Gutslasher | бас-гитара                | 2016—2019                       | Formaline, экс-Non Immemor Mei, Мафия, Монгол Шуудан                                                                 |
| Nirguna           | ударные                   | 2012-2025                       | Жатва, Ugly Deadman, Crimson Stripes, экс-Scream In Darkness, Infernal Cry, Decadent, Emerald Night, Eden, Formaline |

Состав по годам